# 楊濟時
楊濟時（?—?），湖南省祁陽縣人，清朝政治人物、同進士出身。
光緒三十年，會試第92名；殿試登進士三甲第70名，后分發為知縣。今浯溪有其“天下太平”题刻。硬山式故居尚存。